# Полярний момент інерції

Схема до обчислення полярного моменту інерції

Поля́рний моме́нт іне́рції — геометрична характеристика плоскої фігури, що визначається як сума (інтеграл) добутків площ елементарних площинок dA на квадрат відстані їх від полюса — ρ2 (у полярній системі координат), взята по всій площі перерізу. Тобто:
{\displaystyle J_{0}=\iint _{A}\rho ^{2}dA.}
Ця величина використовується для прогнозування здатності об'єкта чинити опір крученню. Вона має розмірність четвертого степеня одиниці довжини  (м4, см4) і може бути лише додатною.
Для площі перерізу, що має форму кола радіусом r:
{\displaystyle J_{0}=\int _{0}^{2\pi }\int _{0}^{r}\rho ^{2}\rho \,d\rho \,d\phi ={\frac {\pi r^{4}}{2}}}
Зрозуміло: якщо сумістити початок декартової прямокутної системи координат із полюсом полярної системи (див. рис.), то
{\displaystyle J_{0}=J_{x}+J_{y}} тому що {\displaystyle \rho ^{2}=x^{2}+y^{2}}.

## Застосування
Полярний момент інерції застосовується у формулах, які описують залежність між дотичними напруженнями та крутним моментом, що їх викликає дотичне напруження:
{\displaystyle \tau ={\frac {Tr}{J_{0}}}}
де {\displaystyle T} — крутний момент, {\displaystyle r} — відстань від осі кручення і {\displaystyle {J_{0}}} — полярний момент інерції.

## Полярний момент інерції для деяких випадків

Для круглого суцільного перерізу з одиничною густиною:
{\displaystyle J_{p0}=\iint _{x^{2}+y^{2}\leq R}dA=\int _{0}^{2\pi }\int _{0}^{R}r^{2}rdrd\theta ={\frac {\pi R^{4}}{32}}}
де R — зовнішній радіус кола.
Для кільцевого перерізу просто з полярного моменту інерції більшого круга вираховуємо полярний момент інерції меншого:
{\displaystyle J_{p0}={\frac {\pi R^{4}}{32}}\left(1-{\frac {r^{4}}{R^{4}}}\right)}
де
R — зовнішній радіус кільця,
r — внутрішній радіус кільця.